# Plăcinta, Bolgrad
Plăcinta (în ucraineană Плачинда, transliterat: Placiînda, în germană Iosefsdorf, Josefsdorf) este un sat în comuna Borodino din raionul Bolgrad, regiunea Odesa, Ucraina.

## Istoric
Satul a fost locuit de germanii basarabeni. În toamna anului 1940, după ocuparea Basarabiei de către Uniunea Sovietică, locuitorii germani au fost relocați în conformitate cu acordul germano-sovietic din data de 4 septembrie 1940, pe teritoriul Germaniei, în principal, în zona nou-anexată Wartheland.

## Demografie
Componența lingvistică a localității Plăcinta
     Ucraineană (72,86%)
     Română (20%)
     Bulgară (4,29%)
     Rusă (2,86%)
Conform recensământului din 2001, majoritatea populației localității Plăcinta era vorbitoare de ucraineană (72,86%), existând în minoritate și vorbitori de română (20%), bulgară (4,29%) și rusă (2,86%).